# Мэнский морской музей
Мэнский морской музей (англ. Maine Maritime Museum, бывший Bath Marine Museum) — музей в городе Бат штата Мэн, США.
Музей располагает экспозицией о морской истории штата Мэн, культуре и роли штата в региональной и глобальной морских сферах.
Музей содержит большую и своеобразную коллекцию, состоящую более чем из 20 000 документов, артефактов и предметов искусства, а также располагает обширной исследовательской библиотекой.
Экспозиция основана на изучении истории района реки Кеннбек и истории верфей штата.
Музей включает пять оригинальных строений XIX века, включая дом викторианской эпохи владельца одной из верфи, а также крупнейшую в Новой Англии скульптуру — полноразмерный образ одного из самых больших когда-либо построенных деревянных кораблей — шестимачтовой шхуны «Вайоминг».

Музей организует экскурсии на действующую верфь Bath Iron Works.

## История музея

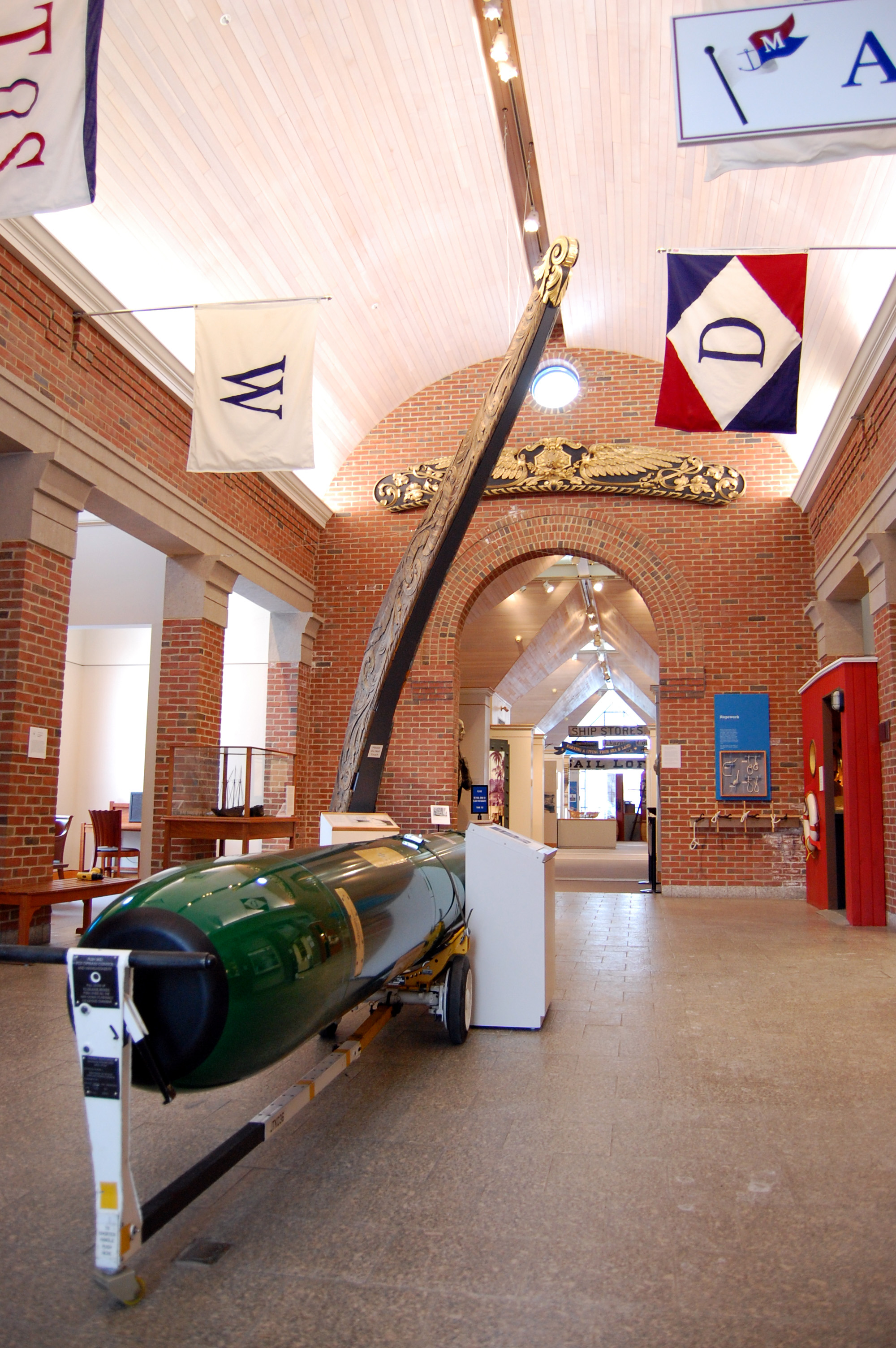
Торпеда Mark-48 в зале музея

В 1962 году семью горожанами города Бат было образовано «Общество исследования моря». С 1964 года общество стало осуществлять выставки своей коллекции.
В 1964 году, одна из богатых судостроительных семей Бата — Сивальсы, предоставила обществу дом для размещения коллекции и организации выставок.
Этот музей получил название «Батский морской музей», а в 1972 году название было изменено на «Мэнский морской музей».
В 1983 году музей стал одним из популярнейших мест в штате Мэн, за год его посетили около 30 000 человек.
В 1987 году за 7 млн долларов было построено новое здание музея в районе верфи Percy & Small Shipyard, представляющую единственную сохранившуюся в стране производственную площадку для строительства деревянных судов.
В 2010 году «Музей бухты Портланда» был объединен с «Мэнским морским музеем», получив в рамках него отдельную выставку.